# Geddal
Geddal er en meget lille landsby i Nordvestjylland beliggende i Ejsing Sogn, cirka 3 kilometer fra Ejsing. I Geddal findes Geddal Strandenge nær Venø Bugt. Landsbyen ligger i Holstebro Kommune og hører til Region Midtjylland.
|  | Denne artikel om lokaliteten Geddal kan blive bedre, hvis der indsættes et (bedre) billede. Du kan hjælpe ved at afsøge Wikimedia Commons for et passende billede eller lægge et op på Wikimedia Commons med en af de tilladte licenser og indsætte det i artiklen. |

56°32′20″N 8°45′40″Ø / 56.53889°N 8.76111°Ø